# Jahir Pérez
Wilmar Jahir Pérez Muñoz (Turmequé, 8 november 1986) is een Colombiaans voormalig wielrenner.

## Carrière
In 2015 behaalde Pérez zijn eerste UCI-overwinning door de laatste etappe van de Ronde van Guatemala op zijn naam te schrijven. In het eindklassement werd hij tweede, met een achterstand van bijna twee minuten op Román Villalobos. In 2016 nam hij deel aan de Ronde van het Qinghaimeer, waar hij in twee etappes op rij tweede werd. In het eindklassement werd hij, op bijna negen minuten van winnaar Serhij Lahkoeti, elfde.
In 2017 won Pérez de derde etappe van de eerste editie van de Ronde van Lombok. In het eindklassement stond hij op de zevende plaats. In oktober won hij de koninginnenrit, met aankomst op de Gunung Jerai, in de Jelajah Malaysia.

## Overwinningen
2015
7e etappe Ronde van Guatemala
2017
3e etappe Ronde van Lombok
4e etappe Jelajah Malaysia
Bergklassement Jelajah Malaysia

## Ploegen
- 2011 –  Colombia es Pasión-Café de Colombia
- 2016 –  Ningxia Sports Lottery Livall Cycling Team (vanaf 16-6, tot 20-10)
- 2017 –  Team Sapura Cycling
- 2018 –  Team Sapura Cycling
- 2019 –  Deprisa Team

Abdul Halil · Azman · Cahyadi · Ewart · Misbah · Niño · Othman · Page · Pérez · Saharil · Vogt · Zakaria · Zariff